# 迪瓦地区蒙洛尔
迪瓦地区蒙洛尔（法語：Montlaur-en-Diois，法語發音：[mɔ̃lɔʁ ɑ̃ diwa]）是法国德龙省的一个市镇，属于迪镇区。

## 地理
迪瓦地区蒙洛尔（44°38'0"N, 5°25'44"E）面积9.72 平方千米，位于法国奥弗涅-罗讷-阿尔卑斯大区德龙省，该省份为法国东南部内陆省份，北起顺时针与伊泽尔省、上阿尔卑斯省、上普罗旺斯阿尔卑斯省、沃克吕兹省和阿尔代什省接壤。
与迪瓦地区蒙洛尔接壤的市镇（或旧市镇、城区）包括：欧斯隆、迪瓦地区吕克、普瓦奥尔、勒库博-让萨克。
迪瓦地区蒙洛尔的时区为UTC+01:00、UTC+02:00（夏令时）。

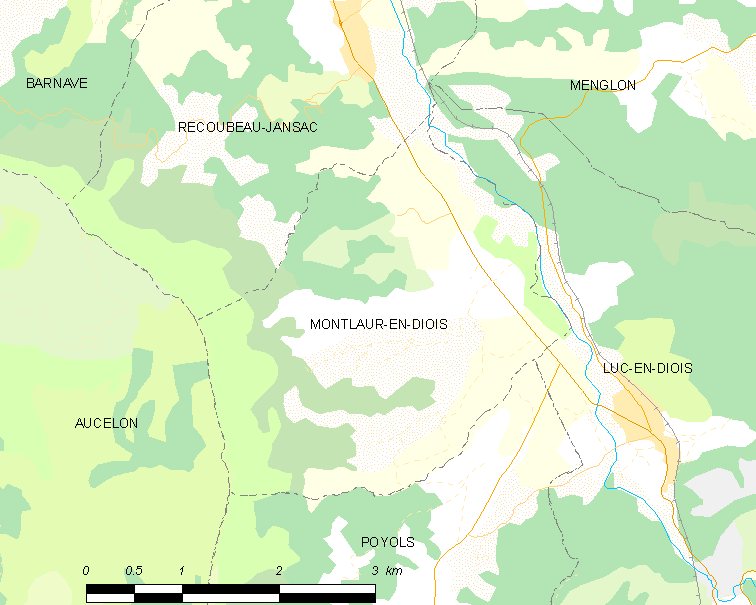
迪瓦地区蒙洛尔的OSM定位图

## 行政
迪瓦地区蒙洛尔的邮政编码为26310，INSEE市镇编码为26204。

## 政治
迪瓦地区蒙洛尔所属的省级选区为迪瓦县。

## 人口

1962-2008年间迪瓦地区蒙洛尔人口变化图示

迪瓦地区蒙洛尔于2022年1月1日时的人口数量为140人。